# クリスティアン・ダーントン
クリスティアン・ダーントン（Christian Darnton、1905年10月30日 - 1981年4月14日）は、イギリスの作曲家。

## 人物
ケンブリッジ大学でチャールズ・ウッドについて学ぶ。ロンドンに出て、王立音楽大学でファゴットと指揮を学んだ。またベルリンでマックス・ブティングに作曲を師事した。はじめは作曲家として成功を収めたが、共産主義に転向し作風を単純化し、さらに20年間にわたって作曲を中断した。しかし晩年の10年間は音楽活動を再開し、多くの作品を残した。南アフリカ共和国のピアニストアドルフ・ハリスと友人で、彼のために小協奏曲を作っている。